# أمل العقروبي
أمل العقروبي (بالإنجليزية: Amal Al-Agroobi) هي مخرجة أفلام وثائقية إماراتية ومنتجة وكاتبة وطبيبة أعصاب. بدأت حياتها المهنية كمخرجة في عام 2012. عُرض أول فيلم وثائقي قصير لها «نصف إماراتي» في مهرجان دبي السينمائي، أصبح نصف إماراتي الفيلم أكثر الأفلام مشاهدة في المهرجان. حصلت على جائزة أفضل مخرج جديد في الإمارات العربية المتحدة من قبل شبكة Women in Film and Television. وهي أيضًا مؤسسة ومالكة شركة الإنتاج ALAGROOBI Films. لقد جمعت أموالًا لمعظم أفلامها من خلال التمويل الجماعي.

## نشأتها
ولدت لأب إماراتي وأم سورية، نشأت أمل في جميع أنحاء أوروبا ابوها، وحصلت على درجة البكالوريوس في العلوم الطبية الحيوية من جامعة دورهام وماجستير في العلوم العصبية من كلية لندن الجامعية.
أثناء وجودها في لندن، حصلت على شهادة في إنتاج الأفلام القصيرة وشهادة في التمثيل للأفلام واستمرت في اكتساب الخبرة في التليفزيونات والأفلام الروائية.

## حياتها المهنية
بدأت أمل العقروبي مسيرتها السينمائية كمخرجة. كان أول ظهور لها كمخرج فيلم نصف إماراتي ، وهو فيلم قصير صدر عام 2012. الفيلم من إنتاج شركة إنتاج أفلام العقروبي الإماراتية. نصف إماراتي ، وهو فيلم وثائقي تم عرضه في كل من مهرجان دبي السينمائي الدولي ومهرجان الخليج السينمائي.
كان مشروعها التالي الذي نال استحسان النقاد هو The Brain That Sings. حصل الفيلم على جائزة اختيار الجمهور من بنك الإمارات دبي الوطني في ديسمبر 2013 في مهرجان دبي السينمائي الدولي. أكملت فيلمًا وثائقيًا عن النوايا الحسنة لجمعية Climb of Hope الخيرية في PCRF ، وتم إصداره في عام 2015.
مثلت أيضًا في إحدى الحقات في مسلسل الخيال العلمي البريطاني The Misfits, دفع عملها الاجتماعي والإنساني ان تعمل في مسلسل تلفزيوني على شبكة الإنترنت بعنوان «فخورة بكوني شارجونية»، تستعرض مسقط رأسها في الشارقة.
صدر أول فيلم روائي قصير لها في عام 2016 بعنوان "Under the Hat". حصل الفيلم على منحة مؤسسة الدوحة للأفلام عن فئة الأفلام القصيرة.  
في عام 2014، نُشرت قصة حياتها في كتاب بعنوان «أولئك الذين يلهمون» الذي يعرض 60 إماراتيًا ملهمًا، ومرة أخرى في عام 2015 في كتاب طاولة قهوة بعنوان «نساء إماراتيات منتجات» حيث كانت واحدة من 21 شخصًا شاركوا قصتهم عن إلهام في الشرق الأوسط. 

## جوائزها
| عام  | الجوائز                                                                     |
| ---- | --------------------------------------------------------------------------- |
| 2013 | جوائز الاستوديو الرقمي لأفضل صانع أفلام صاعد للعام                          |
| 2014 | جوائز الاستوديو الرقمي لأفضل إنتاج (تقدير خاص) عن فيلم The Brain That Sings |
| 2014 | جائزة اختيار الجمهور في مهرجان دبي السينمائي الدولي                         |
| 2014 | كرمت من شبكة نساء في الفيلم والتيلفيزيون العالمية كأفضل مخرج جديد           |